# Liachirus melanospilos
Liachirus melanospilos es una especie de pez de la familia Soleidae en el orden de los Pleuronectiformes.

## Hábitat
Vive en los estuarios.

## Distribución geográfica
Se encuentra en las  costas de Singapur, Indonesia, Filipinas,  China, Taiwán y  Japón.